# Cynorta bromeliaca
Cynorta bromeliaca is een hooiwagen uit de familie Cosmetidae.